# Крутов, Андрей Дмитриевич
Андрей Дмитриевич Крутов (род. 18 февраля 1977, Москва) — российский политик, депутат Государственной Думы Федерального Собрания Российской Федерации 6-го созыва.

## Биография
С ноября 1997 по декабрь 1998 года — помощник депутата ГД.
С января 1999 по декабрь 2003 года — Помощник Председателя Подкомитета Государственной Думы РФ по недвижимости, ипотеке и оценочной деятельности.
С января 2004 года — ответственный секретарь Экспертного Совета Временной Комиссии Совета Федерации по законодательному обеспечению формирования рынка доступного жилья.
Советник президента Международной академии ипотеки и недвижимости. Советник председателя Национального совета по оценочной деятельности
С января 2006 года — по распоряжению Правительства Москвы включен в состав Экспертного Совета по развитию жилищной ипотеки в г. Москве.
С декабря 2007 года по декабрь 2011 года — помощник Заместителя Председателя Комитета Государственной Думы РФ по энергетике Ивана Грачева.
С 2007 года — руководитель Московского регионального отделения Общероссийского общественного движения «Развитие предпринимательства».

### Депутат госдумы
С декабря 2011 года — депутат Государственной Думы Федерального Собрания Российской Федерации шестого созыва. Член Комитета по бюджету и налогам, член Подкомитетов: по налоговому законодательству; по федеральному бюджету, совершенствованию бюджетного законодательства, межбюджетным отношениям и финансовому контролю за использованием средств, выделенных на обеспечение деятельности Государственной Думы; по секретным статьям федерального бюджета.
Член Комиссии Государственной Думы ФС РФ по рассмотрению расходов федерального бюджета, направленных на обеспечение национальной обороны, национальной безопасности и правоохранительной деятельности.
Сопредседатель Научно-консультативного совета по атомной энергетике Комитета по энергетике Госдумы РФ.
Председатель Рабочей группы по совершенствованию налогового законодательства.
В апреле 2015 года вышел из состава «Справедливой России».
Выдвигался в Государственную Думу 8 созыва по региональной группе Санкт-Петербург и по одномандатному округу. Проиграл выборы.